# RMS Lancastria
La RMS Lancastria fu un transatlantico della compagnia inglese Cunard Line. Progettata e varata come  RMS Tyrrhenia per conto della Anchor Line, sussidiaria della Cunard, la nave entrò però in servizio con i colori della società madre nel 1922. Nel 1924 venne ribattezzata Lancastria, per via della difficile pronuncia del primo nome da parte di equipaggio e passeggeri anglofoni. Nel 1939, agli inizi della seconda guerra mondiale, la nave fu requisita e trasformata in nave da trasporto truppe.

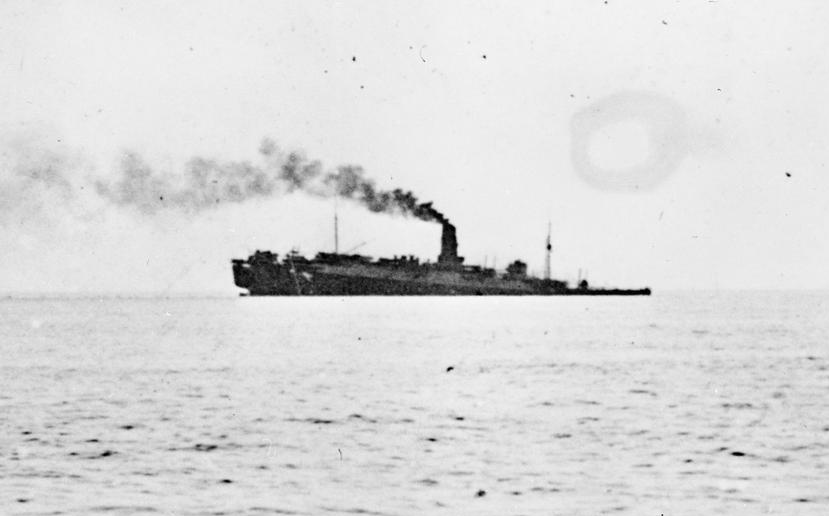
La nave trasporto truppe Lancastria affonda al largo di Saint-Nazaire.

Nel 1940, dopo aver raccolto migliaia di soldati inglesi e francesi in fuga dalla Francia, fu affondata da uno Junkers Ju 88 della Luftwaffe, che sganciò sulla nave 4 bombe da 500 kg, andate tutte a segno.  La prima colpì la prua, la seconda, attraversando l'unico fumaiolo della nave, perforò lo scafo scoppiando in mare, la terza penetrò alcuni ponti esplodendo dentro alla nave, causando un grande incendio, mentre la quarta colpì la poppa. La seconda e la terza bomba, in particolare, furono fatali, e la nave affondò in circa 15-20 minuti. I tentativi di salvare i superstiti furono inoltre resi complicati dai continui attacchi degli aerei tedeschi e dalle perdite di nafta. Alla fine ci furono 2477 sopravvissuti, a fronte però di quasi 7000 vittime, rendendo il naufragio la più grande perdita di vite umane per gli Alleati nel corso della guerra, e il terzo affondamento più tragico dopo quello della Wilhelm Gustloff e quello della Cap Arcona.
Questo naufragio venne riconosciuto come il più grande disastro marittimo britannico, e il fatto venne tenuto segreto dal governo britannico, in particolare dal primo ministro inglese Winston Churchill.